# Deutsch-Jozsa-Algorithmus
Der Algorithmus von Deutsch ist ein Quantenalgorithmus für Quantencomputer, mit dem man bestimmen kann, ob eine auf einem Bit operierende Funktion konstant oder balanciert ist. Diese Aufgabenstellung ist unter dem Namen Problem von Deutsch bekannt. Der Algorithmus von Deutsch ist zwar kaum von praktischem Nutzen, er war jedoch historisch der erste Quantenalgorithmus, der eine Aufgabenstellung nachweisbar schneller löst als ein klassischer Algorithmus und damit die theoretischen Möglichkeiten von Quantencomputern aufzeigt.
Eine Verallgemeinerung ist der Deutsch-Jozsa-Algorithmus. Dabei wird das Problem von Deutsch auf mehrere Bits übertragen.
Die Algorithmen wurden nach ihren Urhebern David Deutsch und Richard Jozsa benannt.

## Geschichte
In einer Arbeit von 1985 beschäftigte sich David Deutsch mit dem Spezialfall des Problems (Problem von Deutsch, Anzahl der Eingabebits: 1).
1992 wurde die Idee durch David Deutsch und Richard Jozsa verallgemeinert (Problem von Deutsch-Jozsa, beliebig viele Eingabebits).
Der von Deutsch ursprünglich vorgeschlagene Algorithmus war de facto nicht deterministisch. Er war mit einer Wahrscheinlichkeit von 0,5 erfolgreich. Der originale Deutsch-Jozsa-Algorithmus war zwar deterministisch, benötigte jedoch im Gegensatz zum Algorithmus von Deutsch zwei Funktionsauswertungen statt nur einer.
Durch R. Cleve, A. Ekert, C. Macchiavello und M. Mosca wurden 1998 weitere Verbesserungen vorgenommen, so dass jetzt nur noch eine Funktionsauswertung benötigt wird und der Algorithmus dennoch deterministisch bleibt.
Der Deutsch-Jozsa-Algorithmus diente als Inspiration für den Shor-Algorithmus und den Grover-Algorithmus, zwei der revolutionärsten Quantenalgorithmen.

## Das Problem von Deutsch

### Problemformulierung
Gegeben sei eine Funktion {\displaystyle f:\lbrace 0,1\rbrace \to \lbrace 0,1\rbrace }. Es gilt nun herauszufinden, ob die gegebene Funktion konstant ist ({\displaystyle f(0)=f(1)}) oder balanciert/gleichgewichtet ({\displaystyle f(0)\neq f(1)}).
Dabei ist zu beachten, dass {\displaystyle f} nur als Black Box gegeben ist, die genaue Definition also unbekannt ist – es steht lediglich ein Bauteil zur Verfügung, welches zu einem Bit {\displaystyle b} den Wert {\displaystyle f(b)} berechnet. Um die Bedeutung des Algorithmus von Deutsch zu unterstreichen, sollte davon ausgegangen werden, dass die Benutzung dieses Bauteils teuer ist.
Zur Veranschaulichung kann man sich vorstellen, dass man entscheiden soll, ob eine gegebene Münze fair (Kopf auf der einen Seite, Zahl auf der anderen) oder unfair (Kopf oder Zahl auf beiden Seiten der Münze) ist.

### Klassische Lösung
Auf klassischem Wege bleibt nichts weiter übrig als die Funktion sowohl für {\displaystyle f(0)} als auch {\displaystyle f(1)} auszuwerten und zu vergleichen. Das entspricht dem Betrachten einer Münze auf beiden Seiten. Die Black Box (oder auch Orakel) wird also zweimal benötigt.
Im Folgenden wird gezeigt, dass der Quantenalgorithmus von Deutsch mit nur einem Aufruf auskommt. Dies bringt einen Vorteil, wenn man bedenkt, dass nach der Annahme ein Aufruf sehr teuer ist (jedoch sind die Kosten asymptotisch gleich).

### Der Quantenalgorithmus

Quantenschaltung, die den Algorithmus von Deutsch implementiert

Quantenschaltung, die den Algorithmus von Deutsch-Jozsa implementiert

Der Quantenalgorithmus wendet die gegebene Funktion auf eine Superposition der beiden möglichen Eingaben an. Durch geschickte Auswertung erhält er somit mit nur einmaliger Anwendung des Orakels ausreichend Information über {\displaystyle f(0)} und {\displaystyle f(1)}.
Da in der Quanteninformatik alle Rechenschritte umkehrbar sein müssen, wird hier eine spezielle Variante von {\displaystyle f} benötigt, unter Verwendung von {\displaystyle \oplus } (Addition mit anschließendem Modulo 2) beschrieben durch die Abbildung
{\displaystyle U_{f}:\left|x\right\rangle \left|y\right\rangle \mapsto \left|x\right\rangle \left|f(x)\oplus y\right\rangle }
Der Algorithmus verwendet ein Register von zwei Qubits {\displaystyle \left|x\right\rangle \cdot \left|y\right\rangle } (mit {\displaystyle \cdot } dem Tensorprodukt, welches gewöhnlich mit {\displaystyle \otimes } dargestellt wird) und besteht aus folgenden Schritten:
1. Initialisiere wie folgt:

{\displaystyle {\begin{aligned}\left|x\right\rangle \left|y\right\rangle &=\left|0\right\rangle \left|1\right\rangle \\&=\left|a\right\rangle \end{aligned}}}
2. Wende die Hadamard-Transformation {\displaystyle H} auf beide Qubits an:

{\displaystyle {\begin{aligned}\left|x\right\rangle \left|y\right\rangle &\rightarrow H\left|x\right\rangle H\left|y\right\rangle \\&={\frac {1}{\sqrt {2}}}{\bigl (}\left|0\right\rangle +\left|1\right\rangle {\bigr )}\cdot {\frac {1}{\sqrt {2}}}{\bigl (}\left|0\right\rangle -\left|1\right\rangle {\bigr )}\\&={\frac {1}{2}}{\bigl (}\left|0\right\rangle \left|0\right\rangle -\left|0\right\rangle \left|1\right\rangle +\left|1\right\rangle \left|0\right\rangle -\left|1\right\rangle \left|1\right\rangle {\bigr )}\\&=\left|b\right\rangle \end{aligned}}}
3. Werte {\displaystyle U_{f}} aus:

{\displaystyle {\begin{aligned}\left|x\right\rangle \left|y\right\rangle &\rightarrow U_{f}\left|x\right\rangle \left|y\right\rangle \\&={\frac {1}{2}}{\Bigl (}\left|0\right\rangle \left|0\oplus f(0)\right\rangle -\left|0\right\rangle \left|1\oplus f(0)\right\rangle +\left|1\right\rangle \left|0\oplus f(1)\right\rangle -\left|1\right\rangle \left|1\oplus f(1)\right\rangle {\Bigr )}\\&={\frac {1}{2}}{\Bigl (}\left|0\right\rangle \cdot {\bigl (}\left|f(0)\right\rangle -\left|1\oplus f(0)\right\rangle {\bigr )}+\left|1\right\rangle \cdot {\bigl (}\left|f(1)\right\rangle -\left|1\oplus f(1)\right\rangle {\bigr )}{\Bigr )}\\&={\frac {1}{2}}{\Bigl (}(-1)^{f(0)}\left|0\right\rangle \cdot {\bigl (}\left|0\right\rangle -\left|1\right\rangle {\bigr )}+(-1)^{f(1)}\left|1\right\rangle \cdot {\bigl (}\left|0\right\rangle -\left|1\right\rangle {\bigr )}{\Bigr )}\\&={\frac {1}{2}}{\bigl (}(-1)^{f(0)}\left|0\right\rangle +(-1)^{f(1)}\left|1\right\rangle {\bigr )}\cdot {\bigl (}\left|0\right\rangle -\left|1\right\rangle {\bigr )}\\&=\left|c\right\rangle \end{aligned}}}

{\displaystyle \left|c\right\rangle } ist im konstanten Fall {\displaystyle {\frac {1}{2}}{\Bigl (}\pm {\bigl (}\left|0\right\rangle +\left|1\right\rangle {\bigr )}{\Bigr )}\cdot {\bigl (}\left|0\right\rangle -\left|1\right\rangle {\bigr )}} und sonst {\displaystyle {\frac {1}{2}}{\Bigl (}\pm {\bigl (}\left|0\right\rangle -\left|1\right\rangle {\bigr )}{\Bigr )}\cdot {\bigl (}\left|0\right\rangle -\left|1\right\rangle {\bigr )}}
4. Wende die Hadamard-Transformation {\displaystyle H} auf das erste Qubit an:

{\displaystyle \left|x\right\rangle \rightarrow H\left|x\right\rangle }
5. Miss das erste Qubit:

Hat {\displaystyle \left|x\right\rangle } den Wert {\displaystyle \left|0\right\rangle }, so ist {\displaystyle f} konstant, ansonsten balanciert.

Der Trick besteht also darin, dass wir die Funktionswerte in die Amplitude verlagern.

### Realisierung
Über die erste experimentelle Realisierung wurde von S. Gulde in Nature 421, 48 (2003) berichtet.
Die dafür benötigten Qubits wurden durch den elektronischen und vibratorischen Freiheitsgrad eines {\displaystyle Ca^{+}}-Ions in einer Falle implementiert.

## Das Problem von Deutsch-Jozsa

### Problemformulierung
Nun wird die Funktion {\displaystyle f} auf {\displaystyle n} Eingabebits verallgemeinert: {\displaystyle f:\lbrace 0,1\rbrace ^{n}\to \lbrace 0,1\rbrace }
Es wird zugesichert, dass die Funktion entweder konstant (alle Eingaben werden auf ein und denselben Wert abgebildet) oder balanciert (die Hälfte der Eingaben wird auf {\displaystyle 0} und die andere Hälfte auf {\displaystyle 1} abgebildet) ist. Herauszufinden ist nun, welche der beiden Alternativen zutrifft.
Erneut ist zu beachten, dass {\displaystyle f} nur als Black Box bzw. Orakel gegeben ist.

### Klassische Lösung
Ein klassischer Computer müsste die Funktion im schlimmsten Fall für mehr als die Hälfte aller möglichen Eingaben auswerten, denn es kann passieren, dass selbst bei noch so geschickter Wahl die ersten {\displaystyle 2^{n-1}} (halb so viel wie insgesamt möglich) getesteten Eingaben beispielsweise zum Wert {\displaystyle 0} führen und somit noch nicht sicher ist, welche Alternative gilt. Ergibt auch die nächste Auswertung {\displaystyle 0}, so ist die Funktion konstant, ergibt sie hingegen {\displaystyle 1}, ist sie balanciert.
Ein klassischer Algorithmus benötigt also im worst case {\displaystyle 2^{n-1}+1} Auswertungen von {\displaystyle f}. Wie im Folgenden gezeigt wird, benötigt der Algorithmus von Deutsch-Jozsa nur eine einzige Auswertung. Dies stellt einen exponentiellen Laufzeitgewinn dar, was im Gegensatz zum Problem / Algorithmus von Deutsch eine echte Verbesserung der Komplexität ist.

### Der Quantenalgorithmus
Der Quantenalgorithmus wendet die gegebene Funktion auf eine Superposition aller möglichen Eingaben an. Durch geschickte Auswertung erhält er somit mit nur einmaliger Anwendung des Orakels ausreichend Information über alle Funktionswerte.
Auf Grund der zu erhaltenden Umkehrbarkeit wird wieder eine spezielle Variante von {\displaystyle f} benötigt, beschrieben durch die Abbildung
{\displaystyle U_{f}:\left|x\right\rangle \left|y\right\rangle \mapsto \left|x\right\rangle \left|f(x)\oplus y\right\rangle }
wobei {\displaystyle \left|x\right\rangle } die Eingabe der Länge {\displaystyle n} ist.
Der Algorithmus benutzt {\displaystyle n+1} Qubits und durchläuft folgende Schritte:
1. Initialisierung: die ersten {\displaystyle n} Bits auf {\displaystyle \left|0\right\rangle } und das letzte Bit auf {\displaystyle \left|1\right\rangle } setzen:

{\displaystyle {\begin{aligned}\left|x\right\rangle \left|y\right\rangle &=\left|0\right\rangle ^{\otimes n}\left|1\right\rangle \\&=\left|a\right\rangle \end{aligned}}}
2. Wende die Hadamard-Transformation {\displaystyle H_{n+1}} (also {\displaystyle H_{2}} auf alle Qubits) an:

{\displaystyle {\begin{aligned}\left|x\right\rangle \left|y\right\rangle &\rightarrow H_{n+1}\left|x\right\rangle \left|y\right\rangle \\&=\left({\frac {1}{\sqrt {2^{n}}}}\sum _{x=0}^{2^{n}-1}\left|x\right\rangle \right)\cdot {\frac {1}{\sqrt {2}}}{\bigl (}\left|0\right\rangle -\left|1\right\rangle {\bigr )}\\&={\frac {1}{\sqrt {2^{n+1}}}}\sum _{x=0}^{2^{n}-1}\left|x\right\rangle {\bigl (}\left|0\right\rangle -\left|1\right\rangle {\bigr )}\\&=\left|b\right\rangle \end{aligned}}}
3. Werte {\displaystyle U_{f}} aus:

{\displaystyle {\begin{aligned}\left|x\right\rangle \left|y\right\rangle &\rightarrow U_{f}\left|x\right\rangle \left|y\right\rangle \\&={\frac {1}{\sqrt {2^{n+1}}}}\sum _{x=0}^{2^{n}-1}\left|x\right\rangle {\bigl (}\left|f(x)\right\rangle -\left|1\oplus f(x)\right\rangle {\bigr )}\\&={\frac {1}{\sqrt {2^{n+1}}}}\sum _{x=0}^{2^{n}-1}(-1)^{f(x)}\left|x\right\rangle {\bigl (}\left|0\right\rangle -\left|1\right\rangle {\bigr )}\\&=\left({\frac {1}{\sqrt {2^{n}}}}\sum _{x=0}^{2^{n}-1}(-1)^{f(x)}\left|x\right\rangle \right)\cdot {\frac {1}{\sqrt {2}}}{\bigl (}\left|0\right\rangle -\left|1\right\rangle {\bigr )}\\&=\left|c\right\rangle \end{aligned}}}
4. Wende die Hadamard-Transformation auf {\displaystyle \left|x\right\rangle } an:

{\displaystyle {\begin{aligned}\left|x\right\rangle \left|y\right\rangle &\rightarrow {\bigl (}H_{n}\left|x\right\rangle {\bigr )}\left|y\right\rangle \\&=\left({\frac {1}{2^{n}}}\sum _{z=0}^{2^{n}-1}\sum _{x=0}^{2^{n}-1}(-1)^{{\vec {x}}\cdot {\vec {z}}+f(x)}\left|z\right\rangle \right)\cdot {\frac {1}{\sqrt {2}}}{\bigl (}\left|0\right\rangle -\left|1\right\rangle {\bigr )}\\&=\left|d\right\rangle \end{aligned}}}
5. Miss das Register {\displaystyle \left|x\right\rangle }:

Ist es {\displaystyle \left|0\ldots 0\right\rangle }, so ist {\displaystyle f} konstant, ansonsten balanciert.

Die Interpretation des Messergebnisses ist folgendermaßen einzusehen: Ist {\displaystyle f} balanciert, so gleichen sich die Vorzeichen für {\displaystyle \left|z\right\rangle =\left|0\right\rangle } aus, so dass mit einer Wahrscheinlichkeit von {\displaystyle 0} der Wert {\displaystyle \left|0\right\rangle }
gemessen wird. Im anderen Fall, also wenn {\displaystyle f} konstant ist, sind genau die Amplituden für {\displaystyle \left|z\right\rangle \neq \left|0\right\rangle } gleich {\displaystyle 0}, da sich für solche {\displaystyle z} die {\displaystyle x} immer so einteilen lassen, dass die Hälfte skalarmultipliziert mit {\displaystyle z} einen geraden Wert ergibt, die andere Hälfte aber einen ungeraden.
Alternativ kann auch die Tatsache genutzt werden, dass {\displaystyle H_{n}} selbstadjungiert ist. Die Wahrscheinlichkeit {\displaystyle |0\ldots 0\rangle } zu messen ist das Betragsquadrat des Skalarproduktes
{\displaystyle {\begin{aligned}{\frac {1}{\sqrt {2^{n}}}}\langle 0|H_{n}\sum _{x=0}^{2^{n}-1}(-1)^{f(x)}|x\rangle &={\frac {1}{2^{n}}}\sum _{x=0,\,z=0}^{2^{n}-1}\langle z|(-1)^{f(x)}|x\rangle \\&={\frac {1}{2^{n}}}\sum _{x=0}^{2^{n}-1}(-1)^{f(x)}\\&={\begin{cases}\pm 1&f{\text{ konstant}}\\0&f{\text{ balanciert}}\end{cases}}\end{aligned}}}
wobei die Hadamard-Transformation nach links angewendet wurde. Ist {\displaystyle f} balanciert, so heben sich in der die positiven und negativen Beiträge weg, wohingegen sie sich im konstanten Fall aufsummieren.